# 2048 Dwornik
2048 Dwornik este un asteroid din centura principală, descoperit pe 27 august 1973 de Eleanor Helin.